# Дончев, Христо
Христо Петков Дончев (болг. Христо Петков Дончев; род. 17 октября 1928) — болгарский лыжник. Участник зимних Олимпийских игр 1952 и 1956 годов.

## Биография
Христо Дончев родился 17 октября 1928 года.
Выступал в лыжных гонках.
В 1952 году вошёл в состав сборной Болгарии на зимних Олимпийских играх в Осло. На дистанции 50 км занял 25-е место, показав результат 4 часа 30 минут 35 секунд и уступив 57 минут 2 секунды завоевавшему золото Вейкко Хакулинену из Финляндии.
Дончев стал первым болгарским лыжником, выступавшим на зимних Олимпийских играх на длинной дистанции.
В 1956 году вошёл в состав сборной Болгарии на зимних Олимпийских играх в Кортина-дʼАмпеццо. На дистанции 30 км занял 43-е место с результатом 2:02.10, уступив 18 минут 4 секунды победителю Вейкко Хакулинену. На дистанции 50 км занял 26-е место с результатом 3:26.06, проиграв 35 минут 39 секунд завоевавшему золото Сикстену Ернбергу из Швеции.